# Estação Jacu-Pêssego
A Estação Jacu-Pêssego é uma futura estação de monotrilho do metrô da cidade brasileira de São Paulo. Pertence à Linha 15–Prata, que conta com integração com a Linha 2–Verde na Vila Prudente. Ficará localizada na Avenida Ragueb Chohfi, 4383, bem próxima ao entroncamento com a Avenida Jacu-Pêssego, no distrito de Iguatemi.
A estação é a última do pacote de expansão de cerca de 3 km da linha, mas há um projeto para levar a linha até o bairro de Cidade Tiradentes, passando pelas estações Jardim Marilu, Jardim Pedra Branca, Cidade Tiradentes e Hospital Cidade Tiradentes.

## Diagrama da estação
|  | ↓ a ↓ |

| 1 |

|  | ↑ b ↑ |

|  | ↓ a ↓ |

| 1 |

|  | ↑ b ↑ |

|  | ↓ a ↓ |

| 1 |

|  | ↑ b ↑ |

|  | ↓ a ↓ |

| 1 |

|  | ↑ b ↑ |

## Tabela
| Sigla | Estação      | Inauguração | Capacidade | Integração               | Plataformas | Posição |
| ----- | ------------ | ----------- | ---------- | ------------------------ | ----------- | ------- |
| JPS   | Jacu-Pêssego | 2025        |            | Bilhete Único da SPTrans | Central     | Elevada |